# Anderson-Halbinsel
Die Anderson-Halbinsel ist eine rund 11 Kilometer lange Halbinsel an der Oates-Küste des ostantarktischen Viktorialands, die am Belousov Point endet. Sie liegt zwischen dem Gillett-Schelfeis und dem Suworow-Gletscher an den Küstenausläufern der Wilson Hills. 
Kartografisch erfasst wurde das Gebiet durch Arbeiten des United States Geological Survey und mithilfe von Luftaufnahmen der United States Navy von 1960 bis 1964. Das Advisory Committee on Antarctic Names benannte sie 1970 nach Leutnant Richard E. Anderson vom Civil Engineer Corps (CEC) der US-Navy, der während zweier Kampagnen der Operation Deep Freeze auf der McMurdo Station tätig war.